# Creswell (Oregon)
Creswell est une ville américaine située dans l'État de l'Oregon et dans le comté de Lane.

## Démographie
Au recensement de 2010, sa population était de 5 031 habitants dont 1 906 ménages et 1 366 familles résidentes. La densité de population était de 1 142,6 hab/km2
La répartition ethnique était de 89,6 % d'Euro-Américains et 10,4 % d'autres races.
En 2000, le revenu moyen par habitant était de 13 736 dollars avec 19 % vivant sous le seuil de pauvreté.